# 直立婆婆纳
直立婆婆纳（学名：Veronica arvensis），为車前草科婆婆纳属下的一个植物种。